# Club Atlético Platense
Der Club Atlético Platense – bekannt als Los Calamares, Tense und Marrón – ist ein argentinischer Sportverein aus Vicente López, einem Partido aus dem Ballungsraum Gran Buenos Aires in der Provinz Buenos Aires, der insbesondere durch seine Fußballabteilung bekannt ist. Die Vereinsfarben sind weiß und braun. Als Stadion dient dem Verein das Estadio Ciudad de Vicente López, es bietet Platz für 31.000 Zuschauer.

## Geschichte
Der Verein wurde am 25. Mai 1905 gegründet. 1910 spielte man in der Copa Bullrich und begann in jenem Jahr im zweitklassigen Campeonato de Ascenso mit dem Spielbetrieb. 1913 stieg man erstmals in die höchste argentinische Liga, die Primera División, auf. Dort wurde man 1916 hinter Racing Club argentinischer Vizemeister.
Platense spielte viele Jahrzehnte in der Primera División. 1976 gewann man in der Nacional B den Titel. Im Jahr 2006 gelang mit dem Gewinn der Primera B Metropolitana die Rückkehr in die zweitklassige Nacional B. In der Saison 2019/2020 stieg der Verein nach dem Sieg im Playoff-Finale über Estudiantes de Río Cuarto nach Elfmeterschießen in die Primera División auf. Zu den bekannten ehemaligen Spielern in Europa zählt der französische Nationalspieler David Trezeguet, der seine Karriere bei CA Platense begann.

## Trainer
- Gerardo Martino (1999)

## Spieler
- Claudio Borghi
- Julio Cozzi
- Ángel Labruna
- Víctor Hugo Lorenzón
- Juan Carlos Muñoz
- Raimundo Orsi
- David Trezeguet

## Weitere Abteilungen
Neben der Fußballsparte werden im Verein unter anderem auch die Sportarten Futsal, Basketball, Handball, Hockey, Boxen und Schwimmen betrieben.